# Zaćma

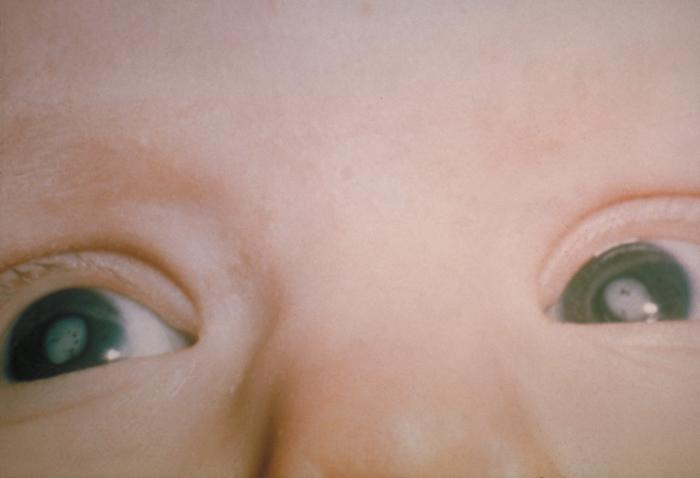
Zaćma w zespole Gregga

Zaćma (katarakta, łac. cataracta) – wrodzona lub degeneracyjna choroba oczu, prowadząca do zmętnienia soczewki. Jest jedną z przyczyn ślepoty. Polega na powstawaniu plamek lub zmętniałych obszarów na zwykle przezroczystej soczewce oka, co utrudnia promieniom świetlnym przedostanie się do siatkówki, a w konsekwencji prowadzi do upośledzenia ostrości wzroku. Im większe zmętnienia na soczewce oka, tym większe pogorszenie ostrości wzroku następuje u chorego.
Na zaćmę cierpi około 20 mln ludzi w różnym wieku na całym świecie. W Polsce liczbę tę szacuje się na około 800 tys. osób. Stanowi ona najczęstszą przyczynę ślepoty na świecie (ok. 48%). Choroba występuje częściej u kobiet i u osób starszych po 60. roku życia. Prawie każda osoba po 70. roku życia w jakimś stopniu cierpi na zaćmę.

## Patogeneza
Patogeneza zaćmy jest wieloczynnikowa i nie do końca znana. Wraz z wiekiem soczewka staje się grubsza i cięższa, stopniowo traci moc akomodacyjną (stąd zauważalne problemy z czytaniem z bliskiej odległości po 40. r. ż.). Tworzeniu się nowych, koncentrycznie układających się włókien soczewki towarzyszy zagęszczenie i stwardnienie jądra. Białka soczewki ulegają przemianom chemicznym w białka o wysokiej masie cząsteczkowej. Powstające w ten sposób skupiska białkowe powodują zmiany refrakcji, rozproszenie promieni świetlnych i spadek przejrzystości soczewki. Zmienia się również barwa soczewki w żółtą, a czasem nawet brunatną. Możliwe, że do powstania zaćmy przyczyniają się też rodniki chinonowe, powstające wskutek nieprawidłowego metabolizmu aminokwasów aromatycznych, takich jak tryptofan i tyrozyna. Prowadzą one do degradacji i utleniania grup – SH (tioli), rozpuszczalnych białek soczewki. W efekcie białka stają się nierozpuszczalne, a soczewka – zmętniała.
W przypadku zaćmy wrodzonej istotną rolę mogą odegrać takie czynniki, jak:
- dziedziczność – około 1/3 przypadków zachorowań to dziedziczenie, w tym większość w sposób autosomalny, dominujący z różną ekspresją genów[potrzebny przypis],
- aberracje chromosomowe – zespół Downa, trisomia 18, 13 i delecja krótkiego ramienia chromosomu 5,
- schorzenia gałki ocznej – m.in.: przetrwałe hiperplastyczne pierwotne ciało szkliste, małoocze, brak tęczówki, uraz, siatkówczak, retinopatia wcześniaków, odwarstwienie siatkówki, zapalenie błony naczyniowej,
- zakażenia okresu noworodkowego (wewnątrzmaciczne) – najczęściej wirus różyczki (który może powodować jednostronną lub obustronną zaćmę całkowitą), ale też wirusy półpaśca, opryszczki, polio, grypy, zapalenia wątroby, cytomegalowirus oraz krętki blade, toksoplazmozy,
- zaburzenia metaboliczne – galaktozemia, niedobór galaktokinazy, alfa-mannozydoza, zespół Lowe’a,
- niska masa urodzeniowa noworodka[potrzebny przypis],
- czynniki toksyczne – u płodów narażonych na promieniowanie jonizujące lub leki, takie jak: sulfonamidy, kortykosterydy, szczególnie w pierwszym trymestrze ciąży.

Zaćma wtórna może się rozwinąć jako wynik:
- cukrzycy,
- zapalenia błony naczyniowej,
- zapalenia rogówki,
- zapalenia twardówki,
- urazu gałki ocznej,
- guzów wewnątrzgałkowych,
- wrodzonych dystrofii siatkówkowych,
- ciężkiej krótkowzroczności[3][4],
- jaskry dokonanej,
- atopowego zapalenia skóry[5] (tak zwana zaćma atopowa[6]),
- niedoczynności przytarczyc,
- ekspozycji na promieniowanie podczerwone (np. u dmuchaczy szkła[7]).

Opisano również przypadek odwracalnej zaćmy spowodowanej omyłkowym wstrzyknięciem do komór przednich oka wody destylowanej zamiast solanki.

## Zaćma wrodzona
Zaćma wrodzona (cataracta congenita) – zaćmienie soczewki występuje już w momencie urodzenia, występuje jako:
- zaćma warstwowa, okołojądrowa (cataracta zonularis, perinuclearis) – rozwija się w warstwie położonej obwodowo względem jądra zarodkowego, a zaćmienia biegnące współśrodkowo leżą w obrębie jądra płodowego; zaćmienie jest mniej wysycone w centrum, stąd upośledzenie widzenia jest tylko częściowe, obwód soczewki jest przejrzysty; jest ona najczęściej spotykaną odmianą zaćmy wrodzonej,
- zaćma jądrowa (cataracta nuclearis) – umiejscowiona w środkowej części soczewki, powoduje złe widzenie w jasnym oświetleniu oraz zmiany wady wzroku w kierunku krótkowzroczności,
- zaćma całkowita (cataracta totalis) – uniemożliwiająca prawidłowe widzenie plamkowe i powodująca brak możliwości rozwoju zdolności widzenia u noworodka; powstaje wtórne niedowidzenie (amblyopia); przy obustronnej zaćmie całkowitej rozwija się oczopląs i zez,
- zaćma torebkowa przednia i tylna (cataracta capsularis anterior et posterior), zlokalizowana odpowiednio w obrębie przedniej lub tylnej torebki,
- zaćma biegunowa przednia lub tylna(cataracta polaris anterior velet posterior), obejmuje przednią lub tylną torebkę wraz z przylegającymi do nich masami soczewkowymi,
- zaćma błoniasta (cataracta membranacea) – pojawia się wtedy, gdy w pierwszym okresie życia dochodzi do przerwania ciągłości torebki soczewki i wchłonięcia się jej mas.

Podstawowym objawem zaćmy wrodzonej całkowitej jest biała źrenica (leucocoria). Drugim objawem, charakterystycznym dla niewidzących dzieci jest odruch palcowo-oczny Franceschettiego. Polega on na uciskaniu przez niemowlę oczu (piąstkami lub kciukami obu dłoni).
Zaćma wrodzona częściowa może być rozpoznana dopiero u kilkuletniego dziecka, gdy upośledza widzenie na tyle, że zostaje zauważone np. w szkole przez nauczycieli lub rówieśników, lub też gdy jej rozwój postępuje w wieku późniejszym.

## Zaćma nabyta
Zaćma nabyta (łac. cataracta acquisita), którą w zależności od stopnia zaawansowania dzielimy na:
- zaćma początkowa (cataracta incipiens) – występuje zmętnienie na obwodzie soczewki
- zaćma zaawansowana (cataracta provecta) – zamglenie obejmuje całą soczewkę powodując upośledzenie wzroku
- zaćma niedojrzała (cataracta immatura lub praematura) – zamglenie powoduje ślepotę
- zaćma dojrzała (cataracta matura) – występuje całkowite zamglenie soczewki
- zaćma pęczniejąca (cataracta intumescens) – soczewka chłonie wodę i dlatego pęcznieje
- zaćma przejrzała (cataracta hypermatura) – włókna soczewki ulegają stopniowemu upłynnianiu, powodując przesunięcie się jądra soczewki w dół. Upłynnione masy soczewki mogą jednak spowodować zapalenie tęczówki i ciała rzęskowego (łac. irydocyclitis phacolytica) lub zapalenie wszystkich tkanek wewnątrz oka (łac. endophtalmitis), które może spowodować nieodwracalną ślepotę.

## Podział ze względu na lokalizację zmian
- zaćma korowa (łac. cataracta corticalis, ang. cortical cataract), zmętnieniu początkowo ulega głównie obwodowa część soczewki
- zaćma podtorebkowa tylna (cataracta subcapsularis posterioris, ang. posterior subcapsular cataract, PSC) – powoduje głównie upośledzenie widzenia do bliży
- zaćma jądrowa (cataracta nuclearis) – w przypadku 2 ognisk zmętnienia w jądrze soczewki może powodować podwójne widzenie jednym okiem
- zaćma brunatniejąca (cataracta brunescem)

## Podział ze względu na przyczynę
- zaćma starcza (cataracta senilis)
- zaćma następowa (cataracta consecutica)
  - zaćma cukrzycowa (cataracta diabetica)
  - zaćma tężyczkowa (cataracta tetanica)
  - zaćma kortyzonowa – może się pojawiać pod torebką tylną już po roku stosowaniu sterydów
  - zaćma galaktozowa – jedyna odwracalna postać zaćmy – u dzieci chorych na galaktozemię po zastosowaniu diety eliminacyjnej zmiany mogą się wycofać.
- zaćma pourazowa (cataracta traumatica), która pojawia się po urazach tępych lub penetrujących do gałki ocznej. Odmianami zaćmy pourazowej są także:
  - zaćma popromienna
  - zaćma hutnicza
  - zaćma elektryczna
- zaćma powikłana (cataracta complicata) – tym terminem określamy zaćmę występującą jako powikłanie innych przewlekłych chorób oczu (np.: jaskra, retinopatia barwnikowa). Ma zwykle kształt gwiaździsty i pojawia się podtorebkowo w okolicy bieguna tylnego soczewki.

## Objawy i przebieg

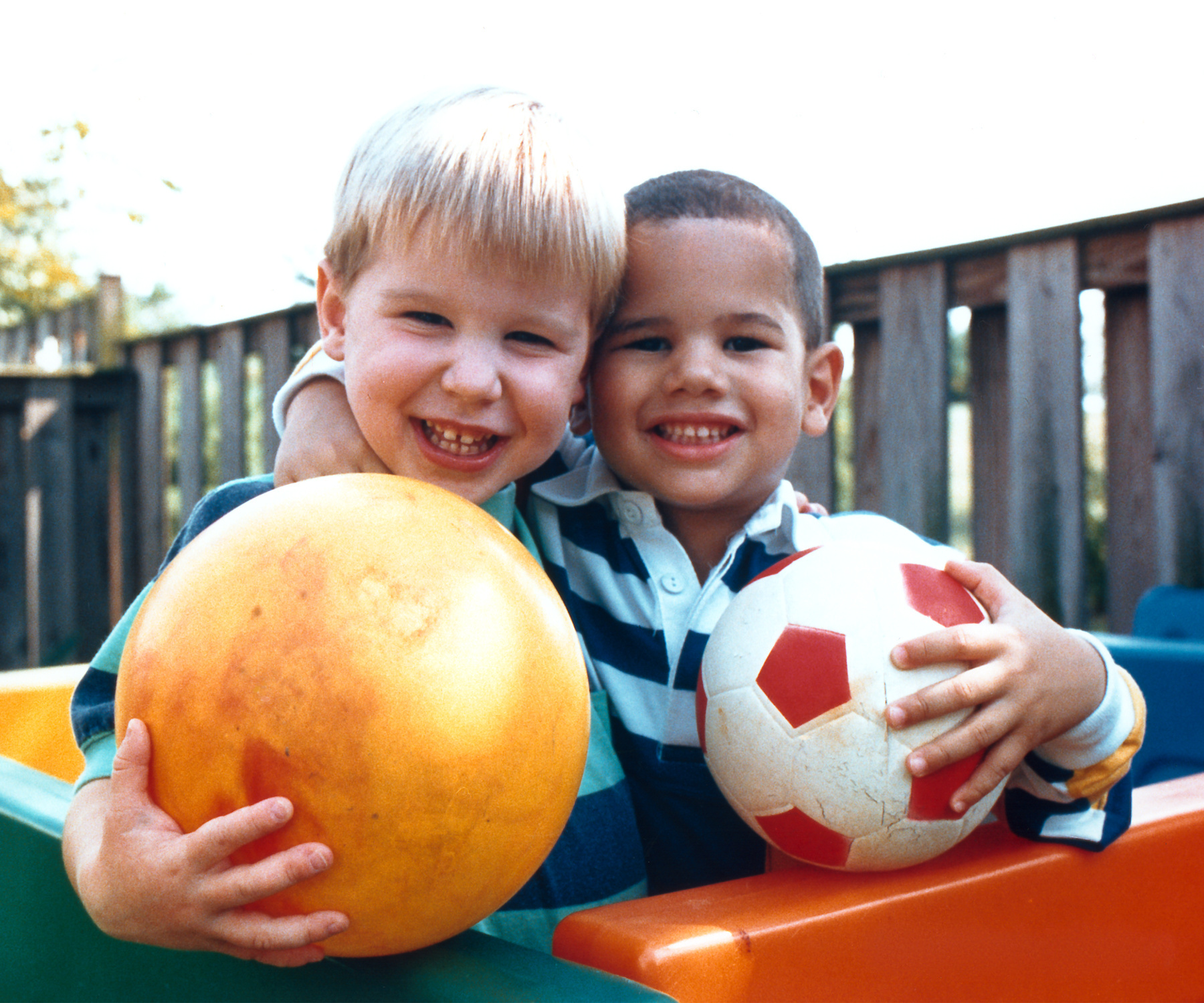
Prawidłowy obraz

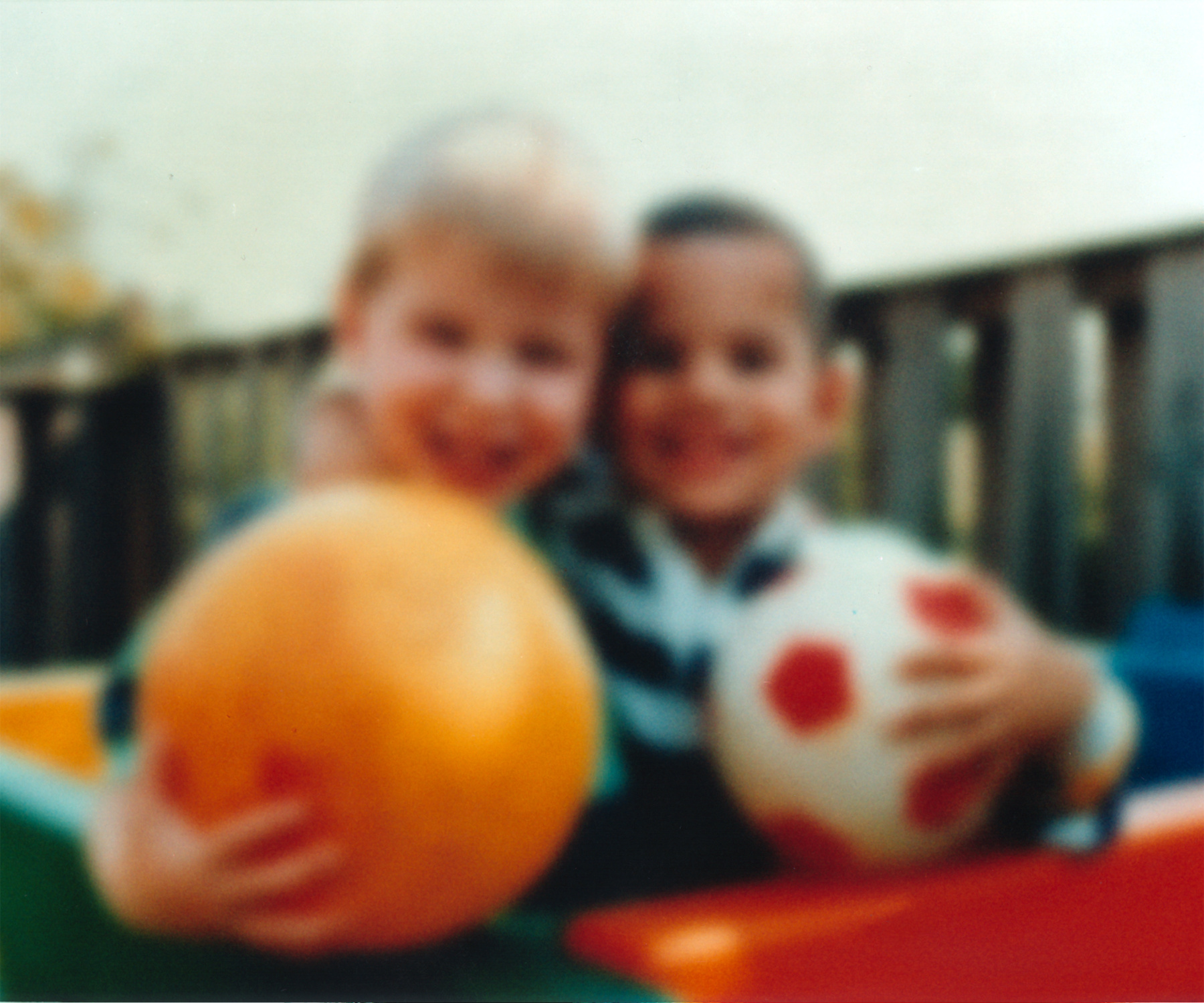
Nieostry obraz, który widzi osoba z zaćmą

Objawy zaćmy zwykle rozwijają się przez wiele lat. Stopniowo coraz większa część soczewki gałki ocznej mętnieje. W łagodnych przypadkach zaćmy chory może początkowo nie zauważać żadnych symptomów. Pierwszym objawem schorzenia jest zazwyczaj nieostre widzenie. Niektórzy zaczynają wtedy częściej przecierać okulary, sądząc, że przyczyną tego stanu są brudne szkła. Pojawia się również zjawisko olśnienia przy patrzeniu na źródła światła, powodowane rozszczepieniem promieni świetlnych na zmętnieniach soczewki. W polu widzenia mogą też występować małe plamki lub punkty – miejsca, w których wzrok nie jest całkiem ostry. Skutkiem zaćmy bywa mniejsza intensywność i wyrazistość postrzeganych kolorów oraz wystąpienie trudności podczas czytania czy oglądania telewizji. Rzadziej obserwuje się widzenie aureoli (koła światła) wokół jasnych źródeł światła (np. reflektory samochodowe) i podwójne widzenie (dwa obrazy zamiast jednego). Sygnałem świadczącym o początkach zaćmy może być również szybkie pogarszanie się wady wzroku i konieczność częstej zmiany szkieł okularowych oraz problemy z dobraniem odpowiedniej korekcji. W skrajnych przypadkach, kiedy soczewka całkowicie zmętnieje, następuje znaczne upośledzenie widzenia – postrzegane są jedynie zarysy dużych przedmiotów, można jedynie odróżnić dzień od nocy. Zaćma nie wywołuje bólu, swędzenia, zaczerwienienia czy łzawienia oka. Do najbardziej popularnych objawów należy:
- przymglone widzenie, aż do całkowitej utraty wzroku
- zaburzenia w ocenie odległości
- pogorszenie ostrości wzroku
- zez lub oczopląs (u dzieci)
- zaburzenia w poruszaniu lub samoobsłudze (u starszych)

Zaćma może być jedno lub obustronna. Zaćmę jednostronną łatwo przeoczyć lub zbagatelizować.

## Leczenie zaćmy
Zaćmę można leczyć tylko operacyjnie przez wszczepienie nowej soczewki. Wskazania do tego typu leczenia są zależne od stopnia obniżenia ostrości wzroku; jeśli jest większa od 0,3, nie daje to podstaw do stworzenia stanu pooperacyjnej bezsoczewkowości, wraz ze wszystkimi konsekwencjami, jakie niesie korekcja optyczna i brak akomodacji.
W celu zapobieżenia śródoperacyjnemu zwężeniu źrenicy oka pacjentowi podaje się leki na bazie diklofenaku – substancji czynnej z grupy niesteroidowych leków przeciwzapalnych. Jej przeciwzapalne właściwości hamują też rozwój procesów zapalnych w obrębie oka wskutek interwencji chirurgicznej. Lek stosuje się również w profilaktyce torbielowatego obrzęku plamki po operacji zaćmy z implantacją soczewki.
Dawniej zabieg polegał na całkowitym usunięciu starej, zmętniałej soczewki (wewnątrztorebkowe usunięcie soczewki) i umieszczeniu nowej sztucznej, jednak po zabiegu pacjent miał wysoką nadwzroczność, co klasyfikowało go do korzystania z bardzo grubych szkieł korekcyjnych (8–16 dioptrii). Dziś usuwa się tylko przednią część soczewki (zewnątrztorebkowe usunięcie soczewki) lub rozbija się zmętniałe jej części i w środek wszczepia się nową soczewkę, co nie powoduje już tak wysokiej nadwzroczności (fakoemulsyfikacja).
Z optycznego punktu widzenia najlepszą metodą korekcji bezsoczewkowości (afakii), jest wszczepienie sztucznej soczewki wewnątrzgałkowej, która uzupełnia zmniejszoną moc układu optycznego oka. Moc łamiąca tej soczewki, powinna być dobrana w każdym przypadku na podstawie obliczeń tak, aby uzyskać miarowość oka (dla obliczenia tej mocy konieczny jest przedoperacyjny pomiar krzywizn rogówki – keratometria, pomiar głębokości komory przedniej, a także echograficzny pomiar długości osi gałki – USG-A). Moc wszczepianej soczewki zależy również od jej umiejscowienia w oku; w przedniej bądź tylnej komorze. Oko, które było normowzroczne i posiada przeciętnie długą oś, wymaga na ogół wszczepu o mocy +19, +21,0 D. Stan po wszczepieniu sztucznej soczewki nosi nazwę pseudofakii.
Pacjent przez jakiś czas po zabiegu musi uważać na wzrost ciśnienia w gałce ocznej np. unikać wysiłku fizycznego, nie wykonywać gwałtownych skłonów itp.

### Zastosowanie lasera femtosekundowego (FLACS)
Wraz z rosnącą rolą laserów w okulistyce w chirurgii zaćmy zaczyna się stosować także wspomaganie laserem femtosekundowym (ang. Femtosecond Laser-assisted Cataract Surgery, FLACS). Jest to stosunkowo nowa metoda wykorzystywana w niewielu ośrodkach na świecie. Nieliczna literatura przedmiotu wśród zalet FLACS notuje m.in.: lepsze nacięcie rogówki i mniej szkód w śródbłonku, mniejsze ryzyko zapalenia w komorze przedniej oraz lepsze ułożenie soczewki wewnątrzgałkowej. Dotychczasowe badania są jednak jeszcze wczesne. Potrzebne są dalsze, które potwierdzą bezpieczeństwo tej metody oraz jej długoterminową skuteczność. Wątpliwości budzi stosunek wysokich kosztów zastosowania FLACS do uzyskiwanych efektów. Metoda może jednak być pomocna w przypadkach zaćmy zaawansowanej. Pęcherzyki kawitacyjne powstałe w wyniku zastosowania procedury FLACS powodują kwaśne pH w ciele szklistym oka, co jest wynikiem przemiany dwutlenku węgla w kwas węglowy.
Według doniesień technika FLACS może ograniczać utratę komórek śródbłonka rogówki we wczesnym okresie po operacji (wpływ procedury FLACS na śródbłonek rogówki w dłuższym okresie pooperacyjnym wymaga dalszych badań).
Nowe techniki chirurgii zaćmy (m.in. technika FLACS lub dwuosiowa technika małego cięcia – ang. biaxial microincision surgery) powodują utratę komórek śródbłonka rogówki w podobnym stopniu, co konwencjonalna fakoemulsyfikacja.
Metaanaliza 9 randomizowanych badań (2015) wykazała, że procedura FLACS w porównaniu z konwencjonalną fakoemulsyfikacją może redukować średnią ilość energii dozowanej do oka pacjenta i skracać czas efektywnej fakoemulsyfikacji, co może w konsekwencji zmniejszać uszkodzenia termiczne tkanek ocznych spowodowanych ultradźwiękami. Technika FLACS może być odpowiednia dla pacjentów z zaćmą gęstą oraz/lub niepełnowartościowymi komórkami śródbłonka. Dalsze wiarygodne badania efektów długookresowych techniki FLACS są konieczne.

## Klasyfikacja ICD10
| kod ICD10     | nazwa choroby                                                          |
| ------------- | ---------------------------------------------------------------------- |
| ICD-10: H25   | Zaćma starcza                                                          |
| ICD-10: H25.0 | Zaćma starcza początkowa (korowa)                                      |
| ICD-10: H25.1 | Zaćma starcza dojrzała (jądrowa)                                       |
| ICD-10: H25.2 | Zaćma starcza przejrzała                                               |
| ICD-10: H25.8 | Inne postacie zaćmy starczej                                           |
| ICD-10: H25.9 | Zaćma starcza, nie określona                                           |
| ICD-10: H26   | Inne postacie zaćmy                                                    |
| ICD-10: H26.0 | Zaćma dziecięca, młodzieńcza i przedstarcza                            |
| ICD-10: H26.1 | Zaćma urazowa                                                          |
| ICD-10: H26.2 | Zaćma wikłająca                                                        |
| ICD-10: H26.3 | Zaćma polekowa                                                         |
| ICD-10: H26.4 | Zaćma wtórna                                                           |
| ICD-10: H26.8 | Inne określone postacie zaćmy                                          |
| ICD-10: H26.9 | Zaćma, nie określona                                                   |
| ICD-10: H28   | Zaćma w chorobach sklasyfikowanych gdzie indziej                       |
| ICD-10: H28.0 | Zaćma cukrzycowa                                                       |
| ICD-10: H28.1 | Zaćma w innych zaburzeniach endokrynnych, pokarmowych i metabolicznych |
| ICD-10: H28.2 | Zaćma w innych chorobach sklasyfikowanych gdzie indziej                |
| ICD-10: Z96.1 | Obecność wewnątrzocznych soczewek                                      |